# Chameleon: To Dye For!
Chameleon: To Dye For! és un videojoc de trencaclosques del 2006 comercialitzat per a PlayStation Portable i Nintendo DS. Va ser llançat sota el nom de Chameleon a Nord-amèrica tot i que a Europa es coneix amb el nom de Kameleon. L'objectiu del joc és fer coincidir els colors en el camp de joc. El joc compta amb diversos personatges jugables, juntament amb un personatge extra. Cada personatge té el seu propi poder especial, que es pot utilitzar contra l'oponent. Va rebre un 3.0/10 a IGN per la versió PSP i un 5.5/10 per la versió DS.